# Dimorphanthera longistyla
Dimorphanthera longistyla är en ljungväxtart som beskrevs av P. F. Stevens. Dimorphanthera longistyla ingår i släktet Dimorphanthera och familjen ljungväxter. Inga underarter finns listade i Catalogue of Life.